# Karl Philipp Franz zu Hohenlohe-Bartenstein

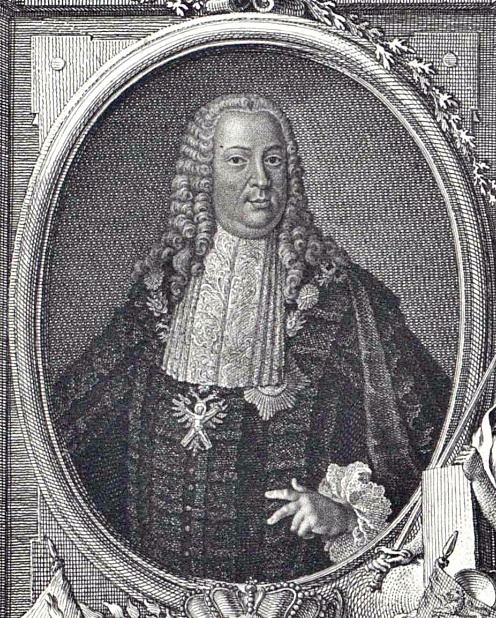
Fürst Karl Philipp zu Hohenlohe-Bartenstein

Fürst Karl Philipp Franz zu Hohenlohe-Bartenstein (* 12. Juli 1702 in Wanfried; † 1. März 1763 in Wetzlar) war ein deutscher Reichsfürst aus dem Adelsgeschlecht Hohenlohe.

## Herkunft
Karl Philipp entstammte dem alten Hochadelsgeschlecht von Hohenlohe, dem katholischen Zweig Waldenburg-Schillingsfürst. Er wurde geboren als Sohn von Graf Philipp Karl zu Hohenlohe-Bartenstein und dessen Gattin Prinzessin Sophie Leopoldine von Hessen-Rheinfels-Wanfried (1681–1724), einer Tochter des Landgrafen Karl von Hessen-Wanfried. Nach dem Tod seines Vaters im Januar 1729 trat er sein Erbe als Graf zu Hohenlohe-Bartenstein an. Am 12. Mai 1744 wurde Karl Philipp die Fürstenwürde verliehen.

## Leben
Zwar war von seinem Vater 1705 eine Primogeniturordnung für das Territorium vorgesehen worden, doch erhoben Karl Philipps jüngere Brüder später dagegen Einspruch. Der Vater setzte 1712 seinem Testament hinzu, wenn sein erstgeborener Sohn Karl Philipp, den er nun für den geistlichen Stand bestimmt hatte, seine Rechte auf die Herrschaft geltend machen sollte, sind auch die beiden nachgeborenen Söhne zur Erbschaft zugelassen.

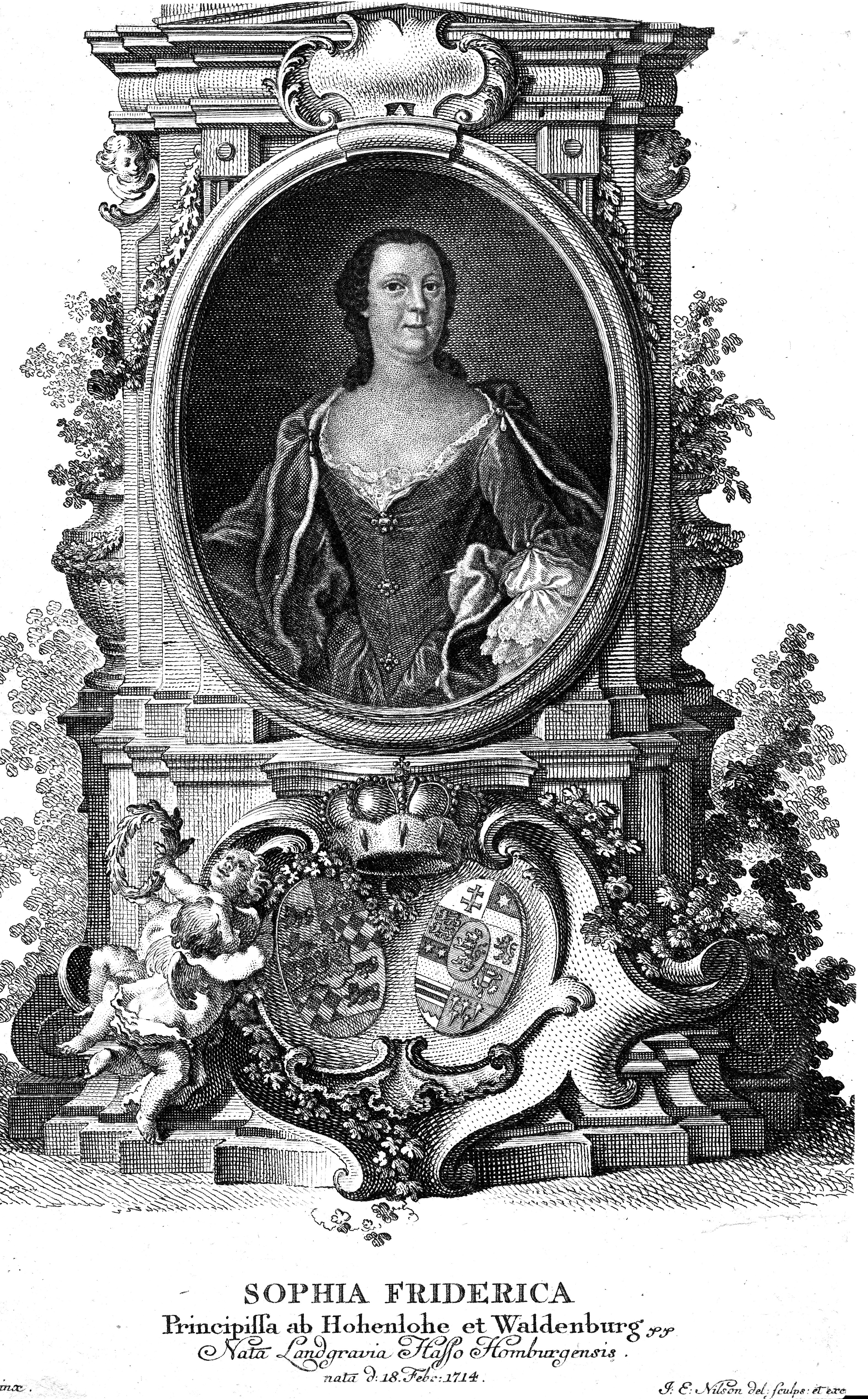
Sophie Friederike von Hessen-Homburg, nach einem Stich von Nilson

Karl Philipp studierte zunächst Jura. Der ursprünglichen Bestimmung für den geistlichen Stand entgegen, fand am 26. Mai 1727 in Straßburg seine Hochzeit mit Sophie Friederike, Landgräfin von Hessen-Homburg (1714–1777), einer Enkeltochter des kurbrandenburgischen Generals, des Prinzen von Homburg, statt. Als Mitgift brachte sie, Tochter einer Gräfin von Limpurg-Speckfeld, Rechte über Besitzungen in Oberbronn und Niederbronn im Elsass mit. Da ihre Mutter Christina Magdalena (1683–1746) eine Erbtochter des 1713 verstorbenen letzten Grafen von Limpurg war, fiel ihrem Gatten durch diese Heirat später auch das Amt Gröningen zu. In den ersten Jahren seiner Regierungszeit lebte Karl Philipp mit seiner Familie auf Schloss Bartenstein. Am 4. November 1729 erfolgte die Aufteilung der Grafschaft Pfedelbach zwischen Schillingsfürst und Bartenstein. Karl Philipp erhielt Pfedelbach sowie die Ämter Mainhardt, Sindringen und Herrenzimmern. 1737 einigte er sich mit seinen beiden Brüdern darauf, dass 2/3 des Landes mit Schloss und Amt Bartenstein Karl Philipp verblieben, während das Schloss und Amt Pfedelbach dem jüngeren Bruder Ferdinand zufallen und nach dessen kinderlosen Tod zunächst an Joseph kommen sollte.
1742 ernannte ihn der Kaiser zum Geheimen Kaiserlichen Rat. Bereits 1744 erlangte Karl Philipp die Fürstenwürde, lange bevor die evangelischen Linien Hohenlohe gefürstet wurden. 1745 berief ihn der Kaiser als Reichskammerrichter an das Reichskammergericht nach Wetzlar. Dieses Amt hatte zuvor bereits sein Vater inne. 1754 holte Karl Philipp beim Kaiser die Bestätigung für die von ihm neu erlassene Primogeniturordnung in seinem Fürstentum ein.
Aus der Ehe mit Prinzessin Sophie Friederike von Hessen-Homburg gingen vier Söhne hervor:
- Ludwig Carl Franz Leopold zu Hohenlohe-Waldenburg-Bartenstein, ab 1. März 1763 Fürst zu Hohenlohe-Bartenstein (* 15. November 1731 in Siegen; † 14. Juni 1799 in Kleinheubach), Heirat am 6. Mai 1757 mit Polyxena Gräfin von Limburg-Styrum (* 28. Oktober 1738; † 26. Februar 1798)
- Klemens Armand Philipp Ernst, 1774 bis 1792 Gouverneur von Gozo (* 31. Dezember 1732 in Bartenstein; † 1792 Insel Gozo)
- Joseph Christian Franz, 1795 Bischof von Breslau, Herzog von Grottkau und Fürst von Neisse (* 6. November 1740 in Bartenstein; † 21. Januar 1817 in Johannesberg/Böhmen)
- Christian Ernst Franz Xaver (* 11. Dezember 1742 in Bartenstein; † 4. November 1819 in Arnsberg)

## Wirken als Landesherr
Auch nach der Erhebung in den Reichsfürstenstand begnügte er sich in Bartenstein mit den vorhandenen hergerichteten Räumlichkeiten und einem Minimum an Hofstaat und Verwaltung. Obwohl er als Reichskammerrichter häufig Verpflichtungen in Wetzlar nachgehen musste, begann er um 1750 mit der Erweiterung des Schlosses. Zeitgleich wurden Hofstaat und Verwaltung personell verstärkt. Deshalb war auch der weitere Ausbau des Residenzstädtchens erforderlich. So entstand eine Kaserne und ein ca. 40 m langes Appartementgebäude (der sogenannte Lange Bau). Die Wohnungen wurden wie heutige Eigentumswohnungen an neu angestellte hohe Beamte und Offiziere mit ihren Familien verkauft. Teilweise orientieren sich heutige Eigentumsverhältnisse an der damaligen Aufteilung des Gebäudes.
Ab 1760 erfolgte der Umbau des Schlosses zur barocken Dreiflügelanlage. Als Baudirektor verpflichtete Karl Philipp den ehemaligen fürstäbtlichen fuldaischen Hofbaumeister Andrea Gallasini. Den Abschluss der Baumaßnahmen von Schloss und Stadtanlage zu einer Barockresidenz erlebte Fürst Karl Philipp nicht mehr. Er starb am 1. März 1763 in Wetzlar. Nachfolger wurde sein Sohn Ludwig Carl Franz Philipp Leopold.
Fürst Karl Philipps Witwe Sophie Friederike errichtete aus der ihr gehörenden Herrschaft Oberbronn im Elsass eine Sekundogenitur, deren Inhaber ihr Enkel Karl Joseph (1766–1838) wurde.

## Fürst Karl Philipp als Reichskammerrichter
Während unter seinem Vater als mittelbarem Vorgänger am Reichskammergericht (seit 1722 bis zum Tode 1729) dieses wieder an Reputation gewonnen hatte, war unter Karl Philipp Franz als Vorsitzendem die Korruption eingerissen, die die Kaiser Franz I. und Joseph II. nach der Amtszeit Bartensteins (seit 1746 bis zum Tode 1763) im Wege der Visitation zu unterbinden suchten. Gerade die Amtsführung Bartensteins galt als besonders ineffizient, korrupt und schleppend. Kaiser Franz soll jedoch mit der Visitation den Tod Bartensteins abgewartet haben, um einen möglichen Skandal zu vermeiden, denn sie hatten denselben jüdischen Hoffaktor. Da die Kammerzieler häufig nur unzureichend entrichtet wurden, mussten die Kammerrichter für die Auszahlung der Gehälter der Angehörigen des Reichskammergerichts aus ihrem privaten Vermögen eintreten. Karl Philipp zu Hohenlohe-Bartenstein konnte diese finanzielle Belastung als Kammerrichter jedoch nur begrenzt aus eigenen Einkünften kompensieren. Die Einnahmen aus den Territorien wurden für die Hofhaltung und Bauvorhaben in der Residenz weitgehend aufgebraucht. Selbst wenn ihm sein Kammerrichtersold vollständig und pünktlich ausgezahlt wurde, verblieb immer noch eine Summe, die er selbst für die Gehälter der Angehörigen des Reichskammergerichts aufzubringen hatte, die etwa ein Drittel seiner Einkünfte betrug. Die finanziellen Mittel, die er zum Ausgleich der Differenz benötigte, verschaffte ihm zum großen Teil sein Hoffaktor Nathan Aaron Wetzlar (um 1725–1784), bei dem er entsprechend hoch verschuldet war.
Der Schutzjude Nathan Aaron Wetzlar war Kaufmann (Tuchhändler) und Bankier in Frankfurt am Main, sowie Kameralagent beim Reichskammergericht in Wetzlar und ein Bruder des geadelten Bankiers und kaiserlichen Hoflieferanten Karl Abraham Wetzlar von Plankenstern in Wien. Die Korruptheit des Kammerrichters Hohenlohe-Bartenstein drang auch zum Kaiser nach Wien durch. Pikant war dabei, dass Nathan Aaron Wetzlar auch zu den Geschäftspartnern Kaiser Josephs II. gehörte. Andererseits konnte ein korrupter kaiserlicher Repräsentant wie der Kammerrichter war, auch dem Ansehen des Kaisers schaden und so schien der kaiserliche Hof schon frühzeitig zu einem Absetzungsverfahren gegen Hohenlohe-Bartenstein entschlossen gewesen zu sein, doch verhinderte der Siebenjährige Krieg und schließlich der Tod des Richters wenige Zeit nach Ende des Krieges ein Umsetzen des Vorhabens, so dass er von einem Verfahren verschont blieb. Die nach Bartensteins Tod kaiserlich angeordnete Visitation am Reichskammergericht und deren Ermittlungen ergab schließlich die Verurteilung und Amtsenthebung der seit 1769 suspendierten Kammergerichtsbeisitzer Christian Freiherr von Nettelbladt, Philipp Heinrich Freiherr von Reuß genannt Haberkorn und Johann Hermann Franz von Pape genannt von Papius. Ihnen war zur Last gelegt worden, neben dem Kammerrichter Hohenlohe-Bartenstein selbst sich von Nathan Aaron Wetzlar bestochen haben zu lassen. Im Zuge des Prozesses ging Nathan Aaron Wetzlar, der seit 1770 in Untersuchungshaft war, 1771 in Konkurs und wurde 1774 zu sechs Jahren Gefängnis verurteilt.

## Der Osterstreit
In die Regierungszeit von Karl Philipp fiel die Ausweitung des Konfessionsstreits um den Gregorianischen und Julianischen Kalender zwischen der katholischen Waldenburger und der evangelischen Neuensteiner Linie des Hauses Hohenlohe. Alle katholischen Waldenburger Grafen hatten den Gregorianischen Kalender übernommen. Die evangelischen Neuensteiner Grafen hielten noch am Julianischen Kalender fest. Die Kalender differierten zeitlich, das führte zu unterschiedlichen Datierungen des Osterfestes.
Die Religionsstreitigkeiten spitzten sich 1744 im sogenannten Osterstreit zu. Im Jahr 1744 wollten die evangelischen Untertanen des Fürstentums Bartenstein Ostern am 29. März, eine Woche vor dem katholischen Osterfest feiern. Die Waldenburger Grafen in Schillingsfürst und Bartenstein, so auch Karl Philipp, wollten in ihrem Gebiet ein getrenntes Osterfest nicht dulden. Mit einem Dekret verfügten sie, dass die evangelischen Gläubigen das Osterfest nach dem Gregorianischen Kalender, also am 5. April 1744 feiern. Die Bürger protestierten gegen die Zwangsmaßnahmen. Evangelische Pfarrer im Fürstentum Bartenstein weigerten sich, das Dekret wegen Religionsunterdrückung zu verlesen. Daraufhin wurden sie ihres Amtes enthoben und arrestiert. Unter Androhung schwerster Strafen für Geistliche und Bürger wurden am evangelischen Gründonnerstag und Karfreitag die Kirchen geschlossen und militärisch bewacht. Der angerufene Reichshofrat in Wien gab den Beschwerden der evangelischen Linie Recht und erließ noch im gleichen Jahr eine einstweilige Verfügung, die das Vorgehen der Waldenburger Grafen verurteilte. Die Anordnung wurde aber nicht umgesetzt. Der Kalenderstreit zog sich bis 1750 hin. Erst nachdem Ansbachische Soldaten Waldenburgisches Gebiet besetzten und die Reichsversammlung in Regensburg die Umsetzung der Beschlüsse des Reichshofrats forderte, gaben die Waldenburger Fürsten nach.